# Guéra
Guera ou Quera (em árabe: قيرا; Qīrā) é uma das 23 províncias do Chade, sendo Mongo a sua capital. 

## Demografia
O recenseamento do Chade de 2009 indicou uma população de 553 795 habitantes para Guera. Os grupos étnico-linguísticos principais são divididos em comunidades árabes – como os bagaras, que geralmente falam árabe chadiano – e um grupo diversificado de povos coletivamente denominados hadjaraïs – que incluem uma variedade de falantes idiomas B do Chade Oriental, como as línguas bagirmis e bua.